# Estación de Zug Schutzengel
La estación de Zug Schutzengel es una estación ferroviaria de la comuna suiza de Zug, en el Cantón de Zug.

## Historia y situación
La estación de Zug Schutzengel fue inaugurada en el año 2004 con la puesta en servicio de la red de trenes de cercanías Stadtbahn Zug.
Se encuentra ubicada en la zona oeste del centro urbano de Zug. Cuenta con dos andenes laterales a los que acceden dos vías pasantes.
En términos ferroviarios, la estación se sitúa en la línea Zúrich - Zug - Lucerna. Sus dependencias ferroviarias colaterales son la estación de Zug, extremo de la línea y la estación de Zug Chollermüli en dirección Zúrich y Lucerna.

## Servicios ferroviarios
Los servicios ferroviarios de esta estación están prestados por SBB-CFF-FFS.

### S-Bahn Lucerna/Stadtbahn Zug
Por la estación pasa una línea de las redes de trenes de cercanías S-Bahn Lucerna y Stadtbahn Zug que conforman una gran red de trenes de cercanías en el centro de Suiza.
- S 1 Baar - Zug - Cham - Rotkreuz - Lucerna.

1. En días laborables frecuencias de 15 minutos en el tramo Baar - Zug - Rotkreuz y de 30 minutos hasta Lucerna. En festivos trenes cada 30 minutos entre Baar y Rotkreuz y de 60 minutos hasta Lucerna.